# Éguiner Baron
Éguiner-François Baron,  in latino Eguinarius Baro Leonensis, italianizzato in Eguinario Barone (Kerlouan, 1495 circa – Bourges, 22 luglio 1550), è stato un giurista francese.
Assieme a Guillaume Budé, Andrea Alciato, François Connan e altri, Barone fu tra i fondatori della giurisprudenza umanista in Francia.

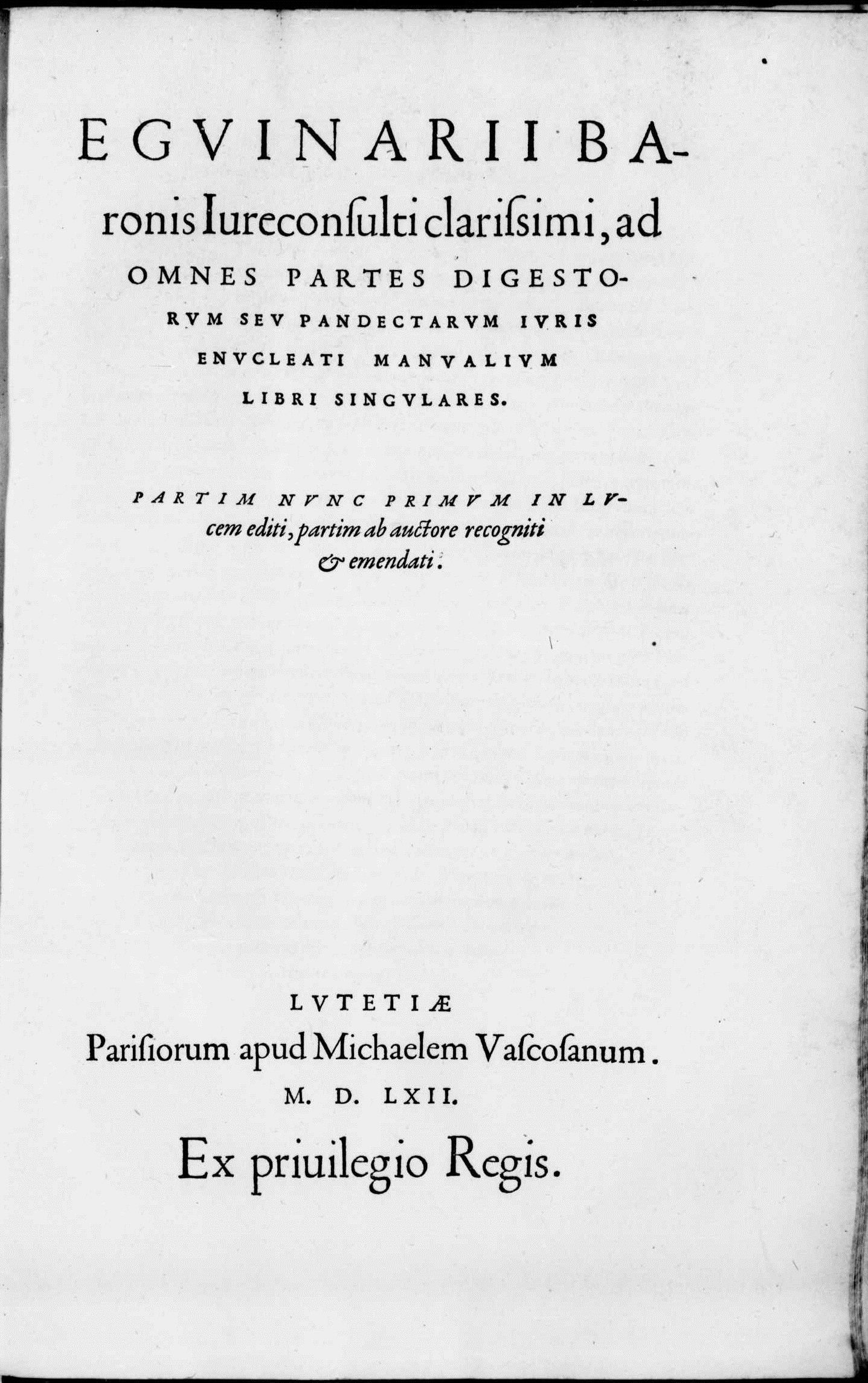
Ad omnes partes Digestorum seu Pandectarum iuris enucleati manualium libri singulares, 1562

## Biografia
Nato a Kerlouan, nel Léon (Bretagna), fu indubbiamente l'allievo di Andrea Alciato. Insegnò legge in seguito ad Angers, Poitiers e Bourges dal 1542; in quest'ultima università fu collega di François Le Douaren, bretone come lui, con il quale ebbe una forte rivalità. Contribuì con il suo insegnamento del diritto romano, molto famoso all'epoca, a fare dell'università di Bourges il grande centro dell'umanesimo giuridico. È dalle sue mani che François Baudouin ricevette il copricapo di dottore in legge il 13 maggio 1549. Fu sepolto nella chiesa di Saint-Hippolyte di Bourges. Jacques Cujas, che lo considerava l'uomo più colto della sua generazione, lo chiamava il "Varrone francese".

## Opere
- Pandectarum juris civilis œconomia in adversariis miræ vetustatis apud Pictones inventa, Poitiers, chez Jean et Enguilbert de Marnef, 1535 [3].
- Institutionum civilium ab Justiniano Cæsare editarum libri IV, bipartito commentario quam brevissime illustrati ; cujus pars altera Romanum, altera Gallicum jus ad singulos titulos complectitur ; ad illustriss. principem Navarr. reginam, 1546; Poitiers, chez Jean et Enguilbert de Marnef, 1555.
- Eguinarii Baronis jurisconsulti Variarum quæstionum publice tractatarum ad Digesta juris civilis I., de jurisdictione ; cui accessit decretum ordinis juris professorum apud Bituriges de ordine, via & ratione interpretandi juris, Lyon, chez Sébastien Gryphe, 1548.
- Methodus ad Obertum Ortensium de beneficiis, in libros quattuor divisa : Tôn prôtôn, I ; De acquirendo beneficio, II ; De abalienando & amittendo vel contra, III ; De judiciis ad beneficia pertinentibus, IV, Lyon, chez Sébastien Gryphe, 1549.
- (LA) Eguin. Baronis iurecons. clariss. Opera omnia in tres tomos diuisa, vol. 1.1, Paris, Michel de Vascosan, 1562.
  - (LA) Ad omnes partes Digestorum seu Pandectarum iuris enucleati manualium libri singulares, vol. 1.2, Paris, Michel de Vascosan, 1562.
  - (LA) Commentarii ad varios Digestorum iuris civilis titulos, vol. 3, Paris, Michel de Vascosan, 1562.
- De ratione docendi discendique juris civilis, 1552; Pisa, 1769-71.